# 강수 (신라)
강수(强首,？ ~ 692년)는 신라의 유학자·문장가로 태종무열왕, 문무왕, 신문왕 등 3대에 걸쳐 활약했다. 임나가야(任那加耶)계 출신으로 초명은 두, 내마(奈麻) 석체(昔諦)의 아들이다. 문장으로 이름이 높아 제문(帝文), 수진(守眞), 양도(良圖), 풍훈(風訓), 골번(骨番) 등과 함께 통일신라 초기의 6대 문장가에 속한다.

## 생애
중원경(지금의 충주) 사량(沙梁) 사람으로 어릴 때부터 유학에 뜻을 두어 《효경》, 《곡례》, 《이아》, 《문선》 등을 공부했다. "제가 들으니 불도는 세상 밖의 가르침이라고 합니다. 저는 세간의 인간인데, 어찌 불도를 배우겠습니까. 유가의 도를 배우길 원합니다."(삼국사기) 
강수는 문학에 매우 뛰어나 20세도 안 돼서 벼슬에 올랐다. 벼슬을 한 후에도 낮은 신분의 부인을 버리지 않은 것으로도 유명하다. 강수가 부인을 얻을 때, 아버지가 꾸짖었다. "너는 학식이 높아 이름이 널리 알려져 이 나라에서 알지 못하는 사람이 없다. 그런데 그런 천한 신분의 여자를 배필로 삼는 건 또한 부끄러운 일이 아니겠는가." 그러나 강수는 조강지처의 고사를 예로 들면서 말했다. "가난과 천함은 부끄러운 일이 아니다. (중략) 그런 이유로 천한 신분일지라도 차마 버릴 수 없습니다."(삼국사기 권 46, 열전 6)  
태종무열왕 1년(654년)에 당나라에서 온 난해한 국서(國書)를 쉽게 해석하고, 그 답서를 유창하게 지어 왕의 신임을 얻었다. 성품이 본래 청렴하고 재물에 뜻이 없어 집안이 가난했다. 이 사실이 왕에게 알려져 쌀 1백 석을 하사받았다. 
"강수는 일찍이 생계에 관심 쓰지 않아서 가난했으나, 이를 족하게 여겼다. 태종이 유사(有司, 담당 관리)에게 병하여 해마다 신성조(新城租) 1백 석을 내렸다."(삼국사기 권46, 열전 6)
문무왕 때엔 외교 문서를 능숙하게 다루어 삼국 통일에 큰 공을 세웠고, 사찬(沙飡) 벼슬에 올랐다. 문무왕은 말했다. "강수는 문장을 자기 임무로 알았고, 능숙한 서한으로 나의 뜻을 중국, 고구려, 백제에 잘 전달해 화친을 맺는 공을 세웠다."  
신문왕 때에는 처음으로 국학을 세워 여러 박사를 두었으며, 설총과 함께 《구경》을 풀이했고, 그 풀이를 바탕으로 제자들을 가르쳤다.

## 강수가 등장하는 작품

### 드라마
- 《삼국기》(KBS, 1992년~1993년, 배우:박영지)
- 《대왕의 꿈》(KBS, 2012년~2013년, 배우:김태형)

#### 소설
계백, 신을 만난 사나이, 2018년, 홍남권, 온하루출판사

## 참고 자료
- 원효
- 설총
- 태종무열왕
- 김대문